# Walter O. Stanton
Walter Oliver Stanton (* 29. September 1914 in Canton, Ohio; † 16. April 2001 in Palm Beach Gardens, Florida) war ein US-amerikanischer Audio-Pionier.

## Leben
Stanton war der Sohn von Bela Hayden und Edna Stanton, geborene Keckeley. Er studierte an der Fakultät für Elektrotechnik der Wayne State University und schloss dort sein Studium 1939 erfolgreich ab.

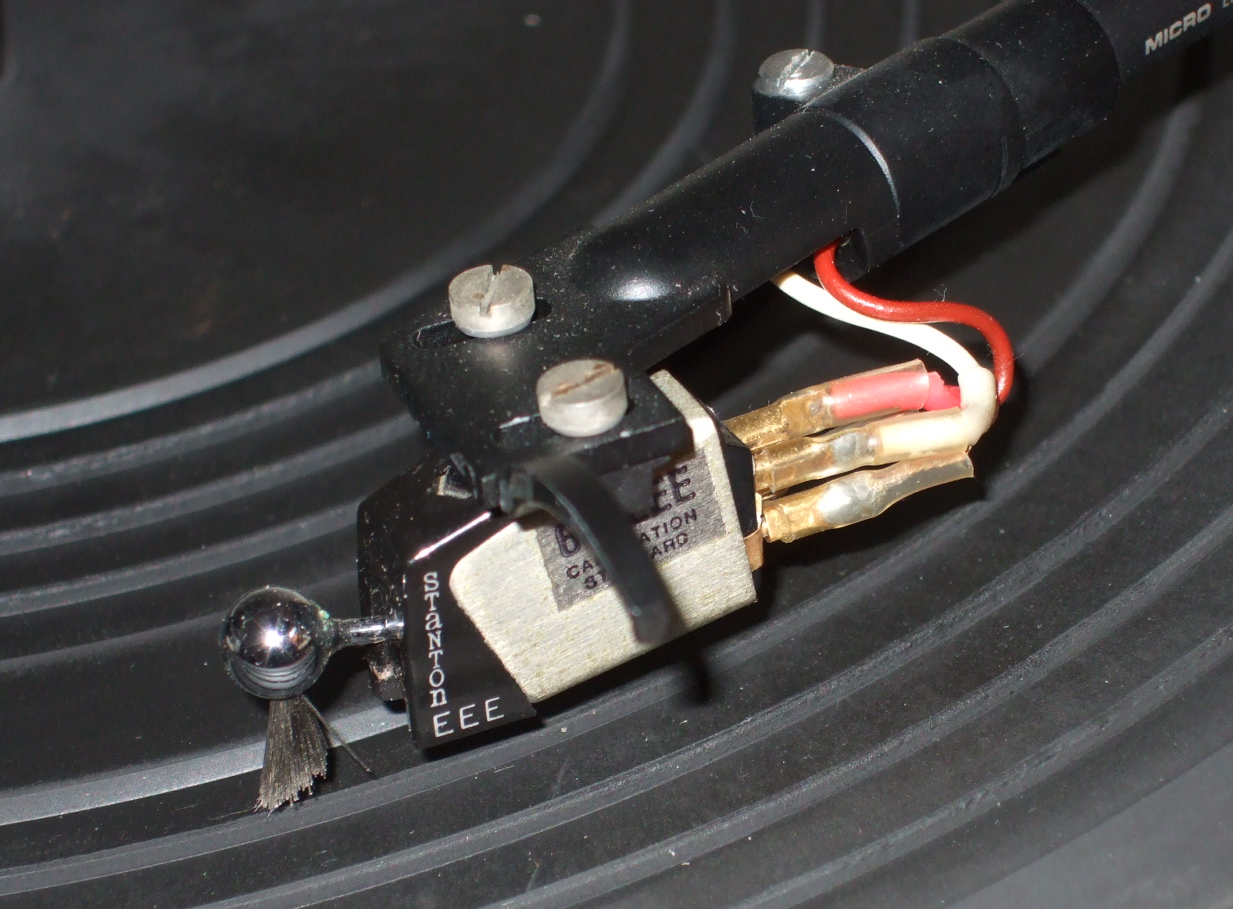
Tonabnehmer Stanton 681EEE

Er verantwortete Patente im Bereich von Tonabnehmern, deren Nadeln, Lautsprechern sowie der Elektromechanik. Dazu gehört die Bauweise von Tonabnehmern mit dem sogenannten Nadeleinschub, die sich dort durchgesetzt hat.  So erfand er den ersten Tonabnehmer mit Diamantstift, der vom Benutzer selber ausgetauscht werden konnte, sowie später die ersten stereophonen und quadrophonischen Tonabnehmer.
Stanton führte auch das Institute of Hi Fidelity und die Audio Engineering Society (AES). Er war Mitbesitzer der Pickering & Company und gründete die Firma Stanton Magnetics, die u. a. Tonabnehmer herstellen. Beiden Firmen stand er bis 1998 vor.
Er war verheiratet und hatte drei Töchter.